# Lampe à décharge luminescente sous haute pression
 (mars 2025).
La mise en forme du texte ne suit pas les recommandations de Wikipédia : il faut le « wikifier ».
Les points d'amélioration suivants sont les cas les plus fréquents. Le détail des points à revoir est peut-être précisé sur la page de discussion.
- Les titres sont pré-formatés par le logiciel. Ils ne sont ni en capitales, ni en gras.
- Le texte ne doit pas être écrit en capitales (les noms de famille non plus), ni en gras, ni en italique, ni en « petit »…
- Le gras n'est utilisé que pour surligner le titre de l'article dans l'introduction, une seule fois.
- L'italique est rarement utilisé : mots en langue étrangère, titres d'œuvres, noms de bateaux, etc.
- Les citations ne sont pas en italique mais en corps de texte normal. Elles sont entourées par des guillemets français : « et ».
- Les listes à puces sont à éviter, des paragraphes rédigés étant largement préférés. Les tableaux sont à réserver à la présentation de données structurées (résultats, etc.).
- Les appels de note de bas de page (petits chiffres en exposant, introduits par l'outil «  Source ») sont à placer entre la fin de phrase et le point final[comme ça].
- Les liens internes (vers d'autres articles de Wikipédia) sont à choisir avec parcimonie. Créez des liens vers des articles approfondissant le sujet. Les termes génériques sans rapport avec le sujet sont à éviter, ainsi que les répétitions de liens vers un même terme.
- Les liens externes sont à placer uniquement dans une section « Liens externes », à la fin de l'article. Ces liens sont à choisir avec parcimonie suivant les règles définies. Si un lien sert de source à l'article, son insertion dans le texte est à faire par les notes de bas de page.
- La présentation des références doit suivre les conventions bibliographiques. Il est recommandé d'utiliser les modèles {{Ouvrage}}, {{Chapitre}}, {{Article}}, {{Lien web}} et/ou {{Bibliographie}}. Le mode d'édition visuel peut mettre en forme automatiquement les références.
- Insérer une infobox (cadre d'informations à droite) n'est pas obligatoire pour parachever la mise en page.

Pour une aide détaillée, merci de consulter Aide:Wikification.
Si vous pensez que ces points ont été résolus, vous pouvez retirer ce bandeau et améliorer la mise en forme d'un autre article.
 (décembre 2024).
Si vous disposez d'ouvrages ou d'articles de référence ou si vous connaissez des sites web de qualité traitant du thème abordé ici, merci de compléter l'article en donnant les références utiles à sa vérifiabilité et en les liant à la section « Notes et références ».
Ces lampes ont une pression interne de l'ordre du bar à la dizaine de bars. Il en résulte que le gaz ionisé responsable de l'émission lumineuse est beaucoup plus brillant et chaud. Ainsi, de plus fortes puissances peuvent être dissipées dans un espace de quelques centimètres. Les premières lampes de ce type ont été créées au début du XXe siècle et regroupent principalement :
- Les lampes à vapeur de mercure ;
- Les lampes aux halogénures métalliques ;
- Les lampes à vapeur de sodium haute pression.

## Les lampes à vapeur de mercure

### Historique
La première lampe utilisant du mercure sous haute pression pour l'émission lumineuse fut inventée par Jonh Thomas Way, en Grande-Bretagne en 1860. Il s'agissait d'un arc au carbone fonctionnant dans une atmosphère d'air et de mercure. Il fallut attendre 1906 pour voir le développement par Küch et Retschinsky, d'une lampe en quartz qui trouvera une application principalement en médecine et en physique, bien qu'une version adaptée pour l'éclairage industriel verra le jour en 1909 (lampe 'silica' de Westinghouse).
La première lampe à vapeur de mercure à connaître un grand succès a été inventée en 1901 par un ingénieur américain nommé Peter Cooper Hewitt. Les premières lampes qu'il a réalisé sont formées de tube de verre de 125 cm de longueur, et de 2,5 cm de diamètre.
Ce n'est qu'en 1932 que l'ère des lampes à vapeur de mercure sous haute pression commencera. Cette année, la General Electric Company est la première à proposer une lampe totalement scellée à vapeur sèche, de 400 watts, destinée à remplacer les sources à incandescence de 1000 watts, très utilisées pour l'éclairage des rues et des industries. Le succès de ces lampes est fulgurant et, dès 1935, tous les producteurs majeurs de lampes (Siemens, GE, Osram, Philips, etc.) les proposent à la vente. 
Ces premières lampes avaient une pression de vapeur de mercure limitée à une atmosphère du fait que du verre aluminosilicate était employé pour la construction des tubes à arc. Ce n'est que de 1933 à 1935 que C. Bol, de Philips, et D. Gabor de Siemens inventent les scellements tungstène-quartz qui permettent l'emploi de lampes à pression de vapeur jusqu'à 80 bars. En pratique celle-ci ne dépasse pas les 15 bars dans les lampes à usage général.
Ces lampes en quartz ont depuis subi de nombreux changements qui ont permis d'accroître leur durée de vie jusqu'à 28 000 heures, bien qu'en pratique cette durée soit souvent dépassée. Parmi les changements notables, figure l'emploi d'une poudre fluorescente sur la surface interne de l'enveloppe, transformant le rayonnement UV émis par l'arc au mercure en lumière rouge. Cette dernière remplit un vide dans le spectre du mercure, composé principalement de sept raies bleues, vertes et orange, donnant à la peau un aspect cadavérique. Malgré cette modification, l'IRC faible (Ra50) de ces lampes les réservent principalement pour des applications utilitaires où la qualité de la lumière n'est pas un facteur important. L'IRC peut néanmoins être amélioré par l'utilisation d'une couche de poudre fluorescente plus épaisse, de nature différente ou avec un filtre brun-doré, mais cela se traduit par une baisse notable du rendement de la lampe.

### Technologie

#### La lampe
Les lampes à vapeur de mercure haute pression sont composées d'un tube à décharge en quartz, enfermé dans une ampoule remplie d'azote. Le tube à décharge est pourvu de deux électrodes en tungstène à chaque extrémité, ainsi que d'une ou deux petites électrodes d'amorçage connectées aux électrodes principales via des résistances. Ce tube est rempli d'argon sous basse pression, et d'une goutte de mercure qui sera totalement vaporisée en régime normal de fonctionnement. Le mélange argon-mercure et l'emploi d'électrodes auxiliaires permet le démarrage de ces lampes à la tension du secteur en Europe. Dans d'autres pays, comme les États-Unis ou le Japon, la tension secteur n'est pas suffisamment élevée.
Le tube à décharge est localisé dans une deuxième ampoule, plus large, afin d'éviter l'oxydation des amenées de courant en molybdène. De plus, l'ampoule externe protège le tube à arc de tout contact extérieur et bloque les rayonnements UV cancérogènes émis par la décharge. Toutes les lampes actuelles ont un revêtement fluorescent de phosphovanadate d'yttrium recouvrant la surface interne de l'ampoule externe. Ce revêtement est excité par les émissions UV de l'arc au mercure, et rayonne une lumière rouge qui, combinée au spectre du mercure, donne une lumière blanche de teinte froide.
Certaines lampes (dites à lumière mixte) ont aussi un filament de tungstène connecté en série avec le tube à décharge. Ce filament régule le courant de la lampe, ce qui fait qu'aucun autre circuit de régulation n'est nécessaire. De plus, la lumière rouge émise par incandescence améliore la teinte générale de ces lampes.

#### Alimentations électriques
En Europe et dans les autres pays ou la tension secteur est supérieure à 200 V, ces lampes sont connectées en série avec une self-inductance qui régule le courant de décharge. Le déphasage induit entre le courant et la tension de lampe est compensé par un condensateur, choisi pour que le facteur de puissance soit au minimum égal à 0,80.
Dans les pays ou la tension secteur n'est que de l'ordre de 100-120 V, on a recours à des autotransformateurs à dispersion de flux qui régulent le courant de lampe et lui permettent de s'amorcer correctement.

#### Gamme de produits
Les sources actuellement disponibles ont une puissance s'échelonnant de 40/50 watts jusqu'à 1000 watts, avec des modèles de 2000 watts encore disponibles au Japon mais en voie de disparition. À ce jour il existe quatre types de lampes pour l'éclairage industriel et public:
type standard
Le revêtement fluorescent est du phosphovanadate d'yttrium, donnant à la lampe une température de couleur de 3550 K à 4200 K, avec un IRC modéré à Ra50 qui limite l'usage de ces lampes aux industries et voies publiques.
- 50 W 1800 lm 36 lm/W 4200 K 100 V 0,6 A
- 80 W 3800 lm 48 lm/W 4100 K 115 V 0,8 A
- 125 W 6300 lm 50 lm/W 4000 K 125 V 1,15 A
- 250 W 13000 lm 52 lm/W 3900 K 130 V 2,15 A
- 400 W 22000 lm 55 lm/W 3800 K 135 V 3,25 A
- 700 W 40000 lm 57lm/W 3550 K 140 V 5,4 A
- 1000 W 58000 lm 58 lm/W 3550 K 145 V 7,5 A
- 2000w

type de luxe
Une épaisseur plus grande de poudre fluorescente confère à ces lampes une teinte plus chaude, située dans la première moitié des 3000 K. Ces sources conviennent plus à l'éclairage de zones à forte densité de population, bien leur IRC de Ra57 ne permette pas un usage commercial.
- 50 W 2000 lm 40 lm/W 3300 K 100 V 0,6 A
- 80 W 4000 lm 50 lm/W 3200 K 115 V 0,8 A
- 125 W 6500 lm 52 lm/W 3200 K 125 V 1,15 A
- 250 W 14000 lm 56 lm/W 3100 K 130 V 2,15 A
- 400 W 24000 lm 60 lm/W 3000 K 135 V 3,25 A

type super de luxe
Un filtre brun doré est utilisé afin de diminuer l'importance de la lumière bleue et verte dans le rayonnement de ces lampes, ce qui donne une teinte des plus chaudes. Cependant, l'IRC reste modestement à Ra60 et l'efficacité lumineuse en sort fortement diminuée mais reste près de deux fois supérieure à celle d'une lampe à incandescence.
- 50 W 1600 lm 32 lm/W 3000 K 100 V 0,6 A
- 80 W 3400 lm 43 lm/W 3000 K 115 V 0,8 A
- 125 W 5700 lm 46 lm/W 3000 K 125 V 1,15 A

type à lumière mixte
Dans ces lampes, un filament incandescent est connecté en série avec le tube à arc. Ce filament joue le rôle de ballast, ce qui fait que la lampe peut être branchée sur le secteur sans appareillage. De plus, la lumière de l'arc au mercure et du filament donne à la lampe une teinte tiède de qualité convenable avec un IRC de Ra68, ce au prix d'une efficacité lumineuse relativement mauvaise. Ces lampes conviennent au remplacement de lampes à incandescence dans des installations industrielles.
- 160 W 3100 lm 20 lm/W 3600 K 235 V 0,8 A
- 250 W 5600 lm 23 lm/W 3800 K 235 V 1,2 A
- 500 W 14000 lm 28 lm/W 4100 K 235 V 2,3 A

En plus de cette gamme, il existe des modèles à usages spéciaux. Quatre types de lampes se distinguent :
type à lumière noire
Ces lampes sont pourvues d'une enveloppe en verre de Wood (contenant une forte concentration d'oxyde de nickel et de fer) qui absorbe le rayonnement visible et transmet le cluster de raies UVA du mercure à 365 nm.
type rayonnement solaire
Ces lampes ont une ampoule externe en verre dur qui transmet le rayonnement UV-A et UV-B ainsi que la lumière visible. Ces lampes sont employées pour l'étude du vieillissement artificiel des matériaux et la reproduction de documents.
type UV courts
Constituées d'une enveloppe en quartz, ces sources sont utilisées pour la désinfection de l'eau et le durcissement de colles et d'encres.
type spectrale
Ce sont des lampes de laboratoires, rayonnant dans l'UV ou non, utilisées pour les expériences de fluorescence et la spectroscopie.

### Remarques
Si ces lampes étaient très populaires dans les années 1950-60, elles font maintenant place aux sources à vapeur de sodium haute pression et aux halogénures métalliques dont les rendements sont bien meilleurs et la couleur de la lumière émise plus agréable. Cependant, la simplicité d'utilisation des lampes au mercure ainsi que leur faible coût et leur durabilité font qu'elles seront encore longtemps employées dans les installations d'éclairage public et industriel.
Ultimement, au cours des prochaines années, les sources à décharge laisseraient place dans la majorité des applications aux diodes électroluminescentes. Cependant, leur efficacité lumineuse et qualité de lumière encore bien souvent médiocre en limite l'usage aux applications de faibles puissances.

## Les lampes aux halogénures métalliques

### Historique
La lampe à vapeur de mercure ne s'est jamais vraiment imposée en dehors de l'éclairage industriel et routier, car la lumière émise reste médiocre quant à la qualité, même avec l'emploi de poudres fluorescentes. Différentes solutions ont été étudiées afin d'améliorer ces lampes. Dès 1912, C. Steinmetz propose l'addition de cadmium et de zinc dans les arcs au mercure afin de fournir un spectre plus riche, notamment dans le rouge, mais se traduisait invariablement par une diminution considérable de l'efficacité lumineuse.
Ce n'est qu'à la fin des années cinquante que des études indépendantes montrent que l'ajout de sels métalliques permet soit d'accroître l'efficacité lumineuse, soit d'améliorer la qualité de la lumière émise, mais pas les deux. En 1961, General Electric présente la première lampe aux halogénures métalliques commerciale, qui est, en fait, une lampe à vapeur de mercure avec du iodure de sodium, dont le rayonnement rouge-orange complète le spectre du mercure. Cette nouvelle lampe n'était pas entièrement satisfaisante car, si le rendu des couleurs était meilleur, la lumière émise avait une teinte assez rose. Ce n'est qu'à partir de 1965 que l'on réussit à obtenir une bonne teinte de lumière tout en doublant voire triplant l'efficacité lumineuse.
Depuis les années 1970 il y a eu relativement peu d'améliorations de cette technologie. Les exceptions majeures sont l'introduction des lampes compactes en 1981, sources utilisées pour l'éclairage commercial (boutiques, vitrines etc.), et l'emploi, en 1994, de tubes à arc (brûleur) en alumine fritté, permettant un gain de 30-50 % sur l'efficacité lumineuse avec un meilleur rendu des couleurs. Une variante de cette technologie est aussi apparue en 1991 : les phares au xénon qui équipent dorénavant les véhicules automobiles haut de gamme et remplaceront certainement à terme les lampes halogène pour l'éclairage de puissance des véhicules.
Aujourd'hui, les sources aux halogénures métalliques fournissent le meilleur compromis entre la qualité de lumière et l'efficacité lumineuse. Cependant, le prix de ces lampes est plus élevé que les sources au mercure, et nécessitent aussi un appareillage plus complexe. De plus, les sels métalliques corrodent le matériau du tube à arc, ce qui fait que la durée de vie est plus courte. Malgré ces inconvénients, ces lampes se sont très largement imposées dans l'éclairage commercial et sportif où une grande qualité de lumière est nécessaire, tout en garantissant de substantielles économies d'énergies face aux lampes à incandescence. La constante amélioration et miniaturisation des lampes à brûleur céramique et de leur alimentation électronique, font que ces lampes vont s'imposer encore plus, et ce dans des domaines jusque-là réservés aux lampes halogènes compactes.

### Technologie

#### Lampes
La majorité des lampes aux halogénures métalliques ont une construction similaire à celle des lampes à vapeur de mercure haute pression. Un tube à décharge en quartz, muni de deux électrodes en tungstène, est enfermé dans une ampoule externe. En plus d'argon et du mercure, le tube à décharge est dosé avec différents sels métalliques, dont la composition et la quantité dépendent du type de lumière et des performances voulus. La distance entre les électrodes est plus courte que pour les lampes à vapeur de mercure afin de permettre une plus grande dissipation de puissance par centimètre d'arc. Les extrémités du tube à décharge sont aussi recouvertes d'un dépôt blanc d'oxyde de zirconium ou d'aluminium afin d'accroître la température du point le plus froid. Toutes ces mesures permettent d'obtenir un pression de vapeur de sels métalliques aussi élevée que possible afin de maximiser l'émission lumineuse.
Une autre technologie de tube à décharge emploie de l'alumine polycristallin fritté au lieu du quartz. Ce changement de matériau permet une plus grande température de fonctionnement et un gain de 20 à 30 % sur l'efficacité lumineuse. La géométrie de ces tubes est aussi bien mieux contrôlée que celle des tubes en quartz, il en résulte que la dispersion de la température de couleur dans un groupe de lampes est considérablement réduite.
La présence de sels métalliques dans ces lampes a pour conséquence la pronation progressive d'halogénure de mercure gazeux dans le tube à décharge. Ce gaz étant électronégatif, la tension d'amorçage tend à croître avec le temps. Si en Europe et dans la plupart des autres pays on emploie de la haute tension pour amorcer ces lampes, celles d'Amérique du Nord sont pourvues d'électrodes auxiliaires, similaires à celles des lampes au mercure, et amorcées avec des tensions plus faibles.

#### Alimentations électriques
Les lampes aux halogénures métalliques des pays dont la tension secteur est supérieure à 200 V sont alimentées par une self-inductance connectée en série avec la lampe. Un amorceur électronique est connecté en série ou en parallèle et génère des impulsions de 3-4 kV afin de faire démarrer la lampe. Les pays dont la tension secteur est de l'ordre de 100-120 V emploient des autotransformateurs à dispersion de flux, dont la tension à vide est de l'ordre de 350 V. Ce voltage est suffisamment élevé pour permettre aux lampes munies d'électrodes auxiliaires de s'amorcer correctement.
L'emploi de ballasts électronique devient maintenant de plus en plus courant, et est quasiment systématique dans les luminaires des magasins et de centres commerciaux. L'emploi de l'électronique permet d'améliorer les performances des lampes, et offre des options comme la variation de l'intensité lumineuse ou la détection automatique de fin de vie de la lampe.

#### Gamme de produits
Il existe toute une gamme de lampes aux halogénures métalliques dont le remplissage correspond à une lumière particulière et donc un usage spécifique. La température de couleur s'échelonne de 2700 K (blanc chaud) jusqu'à 6500 K (lumière du jour) et plus pour des usages spéciaux. Concernant de la puissance, la gamme s'étend de 10 watts, pour des torches de plongée sous-marine, jusqu'à 3500 watts pour l'éclairage de stades et de grands espaces.

### Remarques
Les lampes aux halogénures métalliques présentent l'avenir des lampes à décharge haute pression, car leur évolution sur le plan des performances ne cesse de s'accroître ; chaque mois il y a une nouvelle lampe de ce type, ou une amélioration qui est introduite, alors que dans les autres technologies l'évolution a atteint un plateau. Si aucune innovation majeure ne survient dans le domaine des lampes à vapeur de sodium et de mercure, alors les sources aux halogénures métalliques s'imposeront sans partage dans l'éclairage urbain de centre ville, et peut-être même dans l'éclairage domestique.

## Les lampes à vapeur de sodium
L'intérêt de l'emploi du sodium est connu depuis les années 1930, quand les premières lampes fonctionnant à cette vapeur sous basse pression ont vu le jour. Si ces lampes ont bien aujourd'hui le meilleur rendement possible, leur très mauvais rendu des couleurs et leurs dimensions assez larges limitent leurs applications à l'éclairage de voies publiques. De ce fait, il a été très tôt envisagé d'accroître la pression de vapeur afin de dissiper plus de puissance par unité de longueur, et d'enrichir le spectre émis afin de rendre la lumière plus agréable à l'œil.